# Claude Ignace François Michaud
Pour les articles homonymes, voir Michaud.
Claude Ignace François Michaud, né le 28 octobre 1751 à Chaux-Neuve dans le Doubs et mort le 19 septembre 1835 à Luzancy (Seine-et-Marne), est un général français de la Révolution et de l’Empire.

## Biographie

### Début de carrière
Il naquit le 28 octobre 1751 à Chaux-Neuve, dans les montagnes de Haut-Doubs, treizième enfant de Claude François Michaud, notaire et tabellion des seigneuries de Châtelblanc et de Chaux-Neuve, et de Marie Françoise Pagnier.
Engagé le 10 septembre 1780 dans le régiment de chasseurs à cheval du Gévaudan, il quitta le service après avoir fourni son temps, et rentra dans sa patrie où il fut, en juillet 1789, nommé commandant de la garde nationale. Il fit avec distinction les campagnes de 1792 et 1793 à l’armée du Rhin.
En reconnaissance de ses mérites, la Convention nationale le promut général de brigade le 19 mai 1793, puis général de division le 22 septembre suivant. Au commencement de 1794, Michaud fut nommé provisoirement général en chef de l'armée du Rhin. C'était l’époque où la terreur, autant que l’incertitude de l’avenir, éloignait du commandement beaucoup de militaires. Le maréchal Gouvion-St-Cyr en a fait dans ses Mémoires une peinture qui est très remarquable et très vraie. En entrant en fonction, Michaud écrivit au comité qu’il se croyait peu capable de commander l’armée dans les circonstances où l’on se trouvait.
Il renouvela cet aveu le 2 mars 1794 ; selon lui, son armée n’avait alors que 30 923 hommes combattants. Il avait demandé un plan d’opérations ; le comité lui écrivit : « Prenez pour base de harceler continuellement l’ennemi ; éloignez le de nos foyers, afin que vous puissiez vivre à ses dépens. Ayez toujours à votre disposition deux ou trois corps de 15 à 18 000 hommes, prêt à marcher sur les points d’attaque. Tachez de maintenir la bonne harmonie avec les cantons de la Suisse. ». La minute est de la main de Carnot. Le 23 mai 1794, il fut attaqué sur toute sa ligne. Quoiqu’il eût obtenu des succès à la droite que Desaix commandait, l'armée de la Moselle ayant éprouvé des échecs, il fut obligé de quitter la position de Spireback pour occuper les hauteurs en avant de forteresse de Landau. Le 28 mai, sa gauche fut forcée, et le lendemain il écrivit au comité : « L’armée du Rhin est trop faible et sa position est des plus critiques. Je ne puis tenir contre les Autrichiens et les Prussiens réunis. Envoyez moi des secours. ». Le 8 juin, il annonce au comité que, d’après ses ordres, il a fait arrêter les généraux Delmas et Laubadère, qui sont en chemin pour se rendre à Paris. Le 13 juillet, Michaud, de concert avec l’armée de la Moselle, attaqua sur toute la ligne les Prussiens qui occupaient le duché des Deux-Ponts. Le Platzberg (de), montagne élevée sur laquelle ils s’étaient établis, fut emporté à la baïonnette. Ils furent également chassés de leurs autres positions, laissant neuf pièces d’artillerie. Après ces succès, Michaud rentra à Spire et à Neustadt an der Weinstraße.
Le 9 août, l’armée de la Moselle entra dans Trèves. Le général Wurmser ayant repris le commandement de l’armée autrichienne pour laquelle de nouveaux renforts étaient arrivés, Michaud fit peu de progrès ; mais, après les avantages que les armées du Nord et de Sambre-et-Meuse avaient remportés, il opéra le 13 octobre sa jonction avec l’armée de la Moselle ; le 19 et le 22 octobre il entra dans Worms, Alzey et Oppenheim. Quelques jours après, le comité de salut public ayant décidé qu’il serait chargé de diriger à la fois les sièges de Mannheim et de Mayence, il écrivit pour protester contre cet arrangement, qui, selon lui, exigeait ce qui était au-dessus de ses forces. Le 12 novembre, il occupa une hauteur à Mombach. Le comité lui répondit le 14 novembre : “En applaudissant à ton courage, le comité pense que tu ne mets pas assez de confiance en toi-même. Il te commande de prendre Mayence et la tête de pont de Mannheim”. Le 25 décembre, le général écrivait au comité : « Le fort du Rhin de Mannheim est en notre pouvoir, l’ennemi a capitulé après quatorze heures de bombardement ».
S’étant démis quelque temps après du commandement en chef, il ne conserva que celui d’une division avec laquelle il pénétra en Hollande au mois de janvier 1795, et occupa Flessingue et Middelbourg, dans la Zélande. Ayant été obligé de quitter l’armée au mois d’avril à la suite de la fracture d’une jambe, il fut remplacé par Meber, reçut aussitôt le commandement de la Flandre-Orientale et de la Flandre hollandaise, et envoya à la Convention une adresse énergique par laquelle il la félicitait de la victoire qu’elle venait de remporter contre La Queue de Robespierre, dans les journées des 20, 21 et 22 mai. Nommé en 1798 commandant de la 13e division, il mit en état de siège et fit occuper militairement les communes de Rieux, La Poterie et Allaire, en Bretagne, comme ayant donné asile à des assassins. Au mois de juillet 1799, il fut désigné, par intérim, général de l’armée d’Angleterre.

### Sous le Consulat et l'Empire
Michaud fit la campagne de l'an IX (1801) en Italie, où il commanda l'arrière-garde de l'armée aux ordres du général Brune, et il se distingua aux passages de l'Adige et du Mincio. En 1801, Henri Beyle Stendhal a été nommé aide du camp du général Michaud, par des recommandations de son compatriote et ami de toute la vie Martial Daru, frère de Pierre Daru, ministre de l'Administration de la Guerre. Plus tard, il soutint à la tête de l'avant-garde un combat opiniâtre entre Cittadella et Castelfranco Veneto, poursuivit l'ennemi jusqu'à Salva Rosa, et fit 800 prisonniers. À la paix, il fut nommé inspecteur général d'infanterie, commandeur de la Légion d'honneur en 1804 et obtint en septembre 1805 le commandement en chef des troupes françaises en Hollande, en remplacement du général Marmont. Appelé en 1806 aux fonctions de gouverneur des villes hanséatiques, il marcha le 7 mai 1809 contre le major Ferdinand von Schill, et le mit en fuite. Le général Michaud conserva ce poste jusqu'en 1813.

### Chute de l'Empire et décès

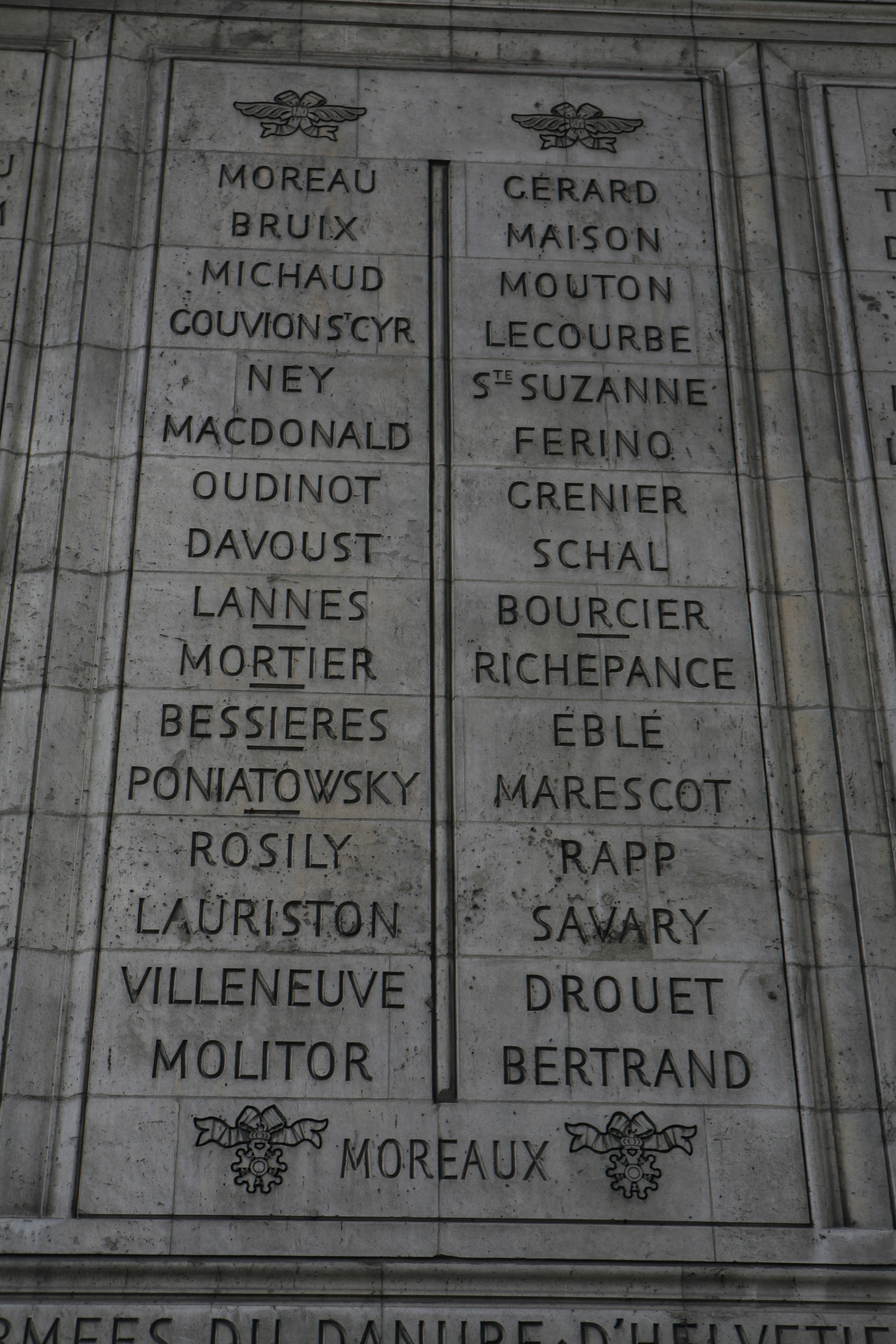
Noms gravés sous l'arc de triomphe de l'Étoile : pilier Est, 13e et 14e colonnes.

En 1814 il fut nommé chevalier de Saint-Louis, grand officier de la Légion d'honneur et inspecteur général de la 15e division. Depuis le licenciement de l’armée, il cessa d’être inscrit sur la liste des officiers généraux en activité ; il se retira à Luzancy, près de La Ferté-sous-Jouarre, et assuma la charge de maire de cette commune de 1817 à 1824. Il mourut le 19 septembre 1835, à l’âge de 83 ans. M. Bouchon, alors capitaine d’artillerie, prononça un discours sur sa tombe. « Le général Michaud, dit le maréchal Saint-Cyr dans son ouvrage sur les campagnes de l’armée du Rhin, était un patriote franc, un des meilleurs Français que j’aie connus. Nommé au commandement de l’armée du Rhin, il n’avait accepté ce poste éminent que par obéissance et comme un sacrifice que son dévouement à la patrie ne lui permettait pas de refuser obstinément. Sous sa direction, l’armée du Rhin a fait une des plus belles campagnes. Le gouvernement n’exigeait de lui que la conservation de Landau ; mais cette tâche était loin de lui suffire ; ses succès ont été aussi brillants que ceux des autres armées, auxquelles on avait prodigué toute espèce de secours ».
Le nom du général Michaud est gravé sur un des piliers de l'Arc de Triomphe à côté de ceux du maréchal Gouvion Saint-Cyr et du maréchal Ney.
Le fort de l'ouest des Buis, place fortifiée de Besançon, porte son nom.
De la correspondance du général Michaud est conservée aux Archives nationales sous la cote 293AP.

## Chronologie
- 10 septembre 1780 : il s'enrôle dans le 11e régiment de chasseurs à cheval jusqu'au 22/11/1783.
- 30 décembre 1791 : il est nommé lieutenant-colonel.
- 19 mai 1793 : il est nommé général de brigade à l'armée du Rhin.
- 25 septembre 1793 : général de division.
- 12 octobre 1797 : commandant de la 13e division militaire.
- 3 novembre 1799 : général de division à l'armée d'Italie.
- 11 décembre 1803 : il est fait chevalier de la Légion d'honneur.
- 14 juin 1804 : il est fait commandeur de la Légion d'honneur.
- novembre 1806 : il devient gouverneur des villes hanséatiques.
- août 1807 : il devient gouverneur de Berlin.
- 20 février 1808 : gouverneur de Magdebourg.
- 1er septembre 1814 : il est placé en non-activité.
- 1er mai 1832 : il est admis définitivement au traitement de retraite (ordonnance du 5 avril 1832).

### Source
- « Dossier de Légion d'honneur du général Michaud. »